# Noi Snorky incontrerai/Sempre sognerai
Noi Snorky incontrerai/Sempre sognerai è il ventiseiesimo singolo della cantante italiana Cristina D'Avena, pubblicato nel 1986 e distribuito da C.G.D. Messaggerie Musicali S.p.A.

## I brani
Entrambi i brani del singolo sono legati alla serie Snorky. Sul lato A la canzone Noi Snorky incontrerai è stata scritta da Alessandra Valeri Manera su musica e arrangiamento di Giordano Bruno Martelli. Il brano è la sigla di apertura e chiusura della seconda stagione della serie animata.
Sempre sognerai è l'adattamento italiano di Snorkland Lullaby, canzone scritta da Barry Corbett, John De Plesses e Helna, dedicata alla serie animata, il cui testo è stato adattato da Alessandra Valeri Manera.

## Tracce
- LP: FM 13142

Lato A
Testi di Alessandra Valeri Manera, musiche di Giordano Bruno Martelli; edizioni musicali Canale 5 Music.
1. Cristina D'Avena – Noi Snorky incontrerai – 2:58

Lato B
Testi e musiche di Barry Corbett, John De Plesses e Helna/Alessandra Valeri Manera; edizioni musicali Dream Factory Entertainment Musikverlag Peter, Media Development, Blue Strike Music e Canale 5 Music.
1. Cristina D'Avena – Sempre sognerai – 2:57

## Produzione
- Alessandra Valeri Manera – Produzione artistica e discografica
- Direzione Creativa e Coordinamento Immagine Mediaset – Grafica

## Produzione e formazione dei brani

### Noi Snorky incontrerai
- Giordano Bruno Martelli – Produzione e arrangiamento
- Giovanni Bobbio – Registrazione e mixaggio al Bob Studio, Milano
- Orchestra di Giordano Bruno Martelli – Esecuzione brano
- I Piccoli Cantori di Milano – Cori
- Niny Comolli – Direzione cori
- Laura Marcora – Direzione cori

### Sempre sognerai
- Giordano Bruno Martelli – Produzione, arrangiamento e supervisione musicale
- Giovanni Bobbio – Registrazione e mixaggio al Bob Studio, Milano
- I Piccoli Cantori di Milano – Cori
- Niny Comolli – Direzione cori
- Laura Marcora – Direzione cori

## Pubblicazioni all'interno di album e raccolte
Noi Snorky incontrerai è stata pubblicata in alcuni album e raccolte dell'artista a differenza di Sempre sognerai che ha avuto una sola pubblicazione su CD e due su 33 giri:
| Anno | Album o singolo             | Titolo                 | Versione           |
| ---- | --------------------------- | ---------------------- | ------------------ |
| 1986 | Fivelandia 4                | Noi Snorky incontrerai | Versione originale |
| 1986 | CantaSnorky                 | Noi Snorky incontrerai | Versione originale |
| 1986 | CantaSnorky                 | Sempre sognerai        | Versione originale |
| 1987 | Fivelandia Collection       | Sempre sognerai        | Versione originale |
| 1997 | Un mondo di amici           | Noi Snorky incontrerai | Versione originale |
| 2006 | Fivelandia 3 & 4            | Noi Snorky incontrerai | Versione originale |
| 2006 | Fivelandia 4                | Noi Snorky incontrerai | Versione originale |
| 2012 | 30 e poi... - Parte prima   | Noi Snorky incontrerai | Versione originale |
| 2013 | 30 e poi... - Parte seconda | Sempre sognerai        | Versione originale |
| 2015 | Fivelandia Story            | Noi Snorky incontrerai | Versione originale |